# Arouna Bissene
Arouna Bissene (Yaundé, Camerún; 22 de abril de 1993) es un futbolista camerunés que realizó divisiones inferiores en el UMS de Loum de su país. Se desempeña como delantero y actualmente juega para Bamboutos FC de Camerún.

## Trayectoria

### UMS de Loum
Debutó en la segunda división de Camerún en el año 2013, consiguiendo el ascenso ese mismo año.

### NK Krka
Sus buenas actuaciones le permitieron un pequeño paso por el fútbol europeo, más precisamente en Eslovenia, allí tuvo poco rodaje y jugó sólo 4 partidos, a principios de 2015 volvió a Camerún.

### Vuelta a UMS de Loum
En su retorno a su país natal logró consagrarse en 2 competiciones: la copa de Camerún en 2015 y la Elite One en 2016, primera división camerunesa, siendo el jugador más destacado no sólo del equipo, sino de la liga, fue condecorado como mejor jugador Camerunés del año. Es un jugador muy apreciado por la afición de este equipo.

### Huracán
A fines del 2016 llega al Club Atlético Huracán de Argentina como jugador libre, aunque no fue aprobado para jugar hasta enero de 2017. No obtuvo minutos de juego luego de 7 meses en el club. Lo más destacado de su paso fue el clásico contra San Lorenzo, en la reserva.

### Tigre
Al no ser tenido en cuenta fue cedido a préstamo al Club Atlético Tigre, también de Argentina.

### Kabuscorp
Luego de terminar su préstamo en Tigre, Huracán no renovó su contrato. A fines de febrero de 2018 firmó contrato con Kabuscorp, jugó su primer partido a principios de marzo del mismo año, marcando un gol en su debut.
Pese a dejar una más que buena impresión en sus primeros partidos (5 goles en 7 partidos), inesperadamente su continuidad se vio interrumpida por motivos desconocidos.

### CS Constantine
El día 12 de enero de 2019 se oficializa su llegada al conjunto argelino.

### RSD Alcalá
El 17 de diciembre de 2021 llega a la entidad complutense para reemplazar al recién marchado Álex Fernández. Tiene una cabeza como el estadio del val.

## Clubes
| Club           | País      | Año             | Partidos | Goles |
| -------------- | --------- | --------------- | -------- | ----- |
| UMS            | Camerún   | 2013            | ?        | ?     |
| Krka           | Eslovenia | 2014-2015       | 4        | 0     |
| UMS            | Camerún   | 2015-2016       | 26       | 15    |
| Huracán        | Argentina | 2017            | 0        | 0     |
| Tigre          | Argentina | 2017-2018       | 0        | 0     |
| Kabuscorp SC   | Angola    | 2018-2019       | 7        | 5     |
| CS Constantine | Argelia   | 2019-2019       | 1        | 0     |
| Bamboutos FC   | Camerún   | 2019-?          | ?        | ?     |
| RSD Alcalá     | España    | 2022-actualidad | 0        | 0     |

## Selección nacional
Fue convocado para disputar la clasificación al Campeonato Africano de Naciones, aunque no pudo disputar ningún encuentro.

## Palmarés
- Elite two: 1

2013
- Copa de Camerún: 1

2015
- Elite One: 1

2016